# Xiumin
Kim Min-seok (Hangul: 김민석, Hanja: 金珉硕, Hán-Việt: Kim Mân Thạc; sinh ngày 26 tháng 3 năm 1990), thường được biết đến với nghệ danh Xiumin, là một ca sĩ, diễn viên Hàn Quốc, thành viên của nhóm nhạc nam Hàn Quốc EXO và nhóm nhỏ EXO-CBX do SM Entertainment thành lập và quản lý.

## Tiểu sử
Xiumin sinh ngày 26 tháng 3 năm 1990 tại thành phố Guri, tỉnh Gyeonggi, Hàn Quốc. Năm 2008, Anh đã từng tham gia JYP Audition nhưng thất bại. Sau đó, anh trở thành thực tập sinh của SM Entertainment cũng vào năm 2008 sau khi giành giải nhì tại SM Everysing Contest.

## Sự nghiệp

### 2012–15: Ra mắt với EXO
Xiumin được công bố là thành viên chính thức thứ bảy của EXO vào ngày 26 tháng 1 và sau đó ra mắt công chúng cùng nhóm vào ngày 8 tháng 4 năm 2012. Tháng 11 năm 2013, Xiumin và nữ diễn viên Kim Yoo-jung xuất hiện với vai trò nhân vật chính trong video âm nhạc cho bài hát "Gone" của nữ ca sĩ Jin, hiện là thành viên nhóm nhạc nữ Lovelyz.
Tháng 1 năm 2015, Xiumin đảm nhận vai Aquila trong vở nhạc kịch School OZ do SM Entertainment sản xuất cùng với thành viên cùng nhóm Suho và các nghệ sĩ cùng công ty khác bao gồm Changmin, Key, Luna và Seulgi. Tháng 4 năm 2015, Xiumin trở thành khách mời trong 4 tập của chương trình truyền hình Crime Scene 2. Tháng 10 năm 2015, Xiumin thủ vai nam chính Na Do Jun trong web drama Phải lòng Dojeon bên cạnh nữ diễn viên Kim So Eun và phát hành bài hát nhạc phim "You Are The One". Phim đã trở thành web drama được xem nhiều nhất tại Hàn Quốc năm 2015.

### 2016–nay: EXO-CBX
Tháng 2 năm 2016, Xiumin hợp tác với nữ ca sĩ Jimin, thành viên nhóm nhạc nữ AOA  phát hành bài hát "Call You Bae".Tháng 7 năm 2016, bộ phim điện ảnh Hàn Quốc Seondal: The Man Who Sells the River mà Xiumin thủ vai thứ chính được khởi chiếu. Trong phim, anh đảm nhận vai diễn Gyeon bên cạnh các diễn viên Yoo Seung-ho, Ko Chang-seok và Ra Mi-ran. Tháng 8 năm 2016, Xiumin và hai thành viên cùng nhóm Baekhyun và Chen phát hành bài hát nhạc phim "For You" của bộ phim truyền hình Hàn Quốc Scarlet Heart: Ryeo. Tháng 10 năm 2016, cùng với Chen và Baekhyun, Xiumin ra mắt với tư cách EXO-CBX, nhóm nhỏ đầu tiên của EXO.
Tháng 7 năm 2017, Xiumin hợp tác với ca sĩ Mark, thành viên nhóm nhạc NCT phát hành ca khúc Young & Free thuộc dự án Station của công ty SM Entertainment. Vào tháng 8, anh trở thành thành viên chính thức trong chương trình truyền hình thực tế của MBC It's Dangerous Beyond The Blankets.
Vào ngày 9 tháng 4 năm 2019, SM Entertainment cho biết Xiumin sẽ nhập ngũ vào ngày 7 tháng 5 năm 2019. Đặc biệt, Xiumin còn viết một lá thư gửi đến EXO-L nhằm xác nhận thông tin này. Ngày 4 tháng 5, Xiumin đã tổ chức buổi fan meeting Xiuweet Time.
Vào ngày 9 tháng 5, anh phát hành ca khúc solo "You" thông qua SM Station như một món quà dành tặng người hâm mộ sau khi nhập ngũ.

## Danh sách đĩa nhạc

### Bài hát
| Bài hát                                                                                     | Năm            | Thứ hạng cao nhất | Thứ hạng cao nhất | Doanh số (tải về) | Album                               |                |
| Bài hát                                                                                     | Năm            | HQ Gaon           | TQ Baidu          | Doanh số (tải về) | Album                               |                |
| Là ca sĩ chính                                                                              | Là ca sĩ chính | Là ca sĩ chính    | Là ca sĩ chính    | Là ca sĩ chính    | Là ca sĩ chính                      | Là ca sĩ chính |
| ------------------------------------------------------------------------------------------- | -------------- | ----------------- | ----------------- | ----------------- | ----------------------------------- | -------------- |
| "Breakin' Machine"                                                                          | 2014           | —                 | —                 | —                 | Exology Chapter 1: The Lost Planet  |                |
| "Beyond"                                                                                    | 2019           | —                 | —                 | —                 | Exo Planet 4 - The Elyxion (dot)    |                |
| "You" (이유)                                                                                | 2019           | 68                | 65                | —                 | Đĩa đơn không nằm trong album       |                |
| Cộng tác                                                                                    |                |                   |                   |                   |                                     |                |
| "Call You Bae" (Jimin hợp tác với Xiumin)                                                   | 2016           | 5                 | —                 | - HQ: 661.196     | Đĩa đơn nhạc số                     |                |
| "Young & Free" (với Mark)                                                                   | 2017           | 31                | 1                 | - HQ:72.133       | SM Station                          |                |
| Nhạc phim                                                                                   |                |                   |                   |                   |                                     |                |
| "You Are The One"                                                                           | 2015           | 62                | 2                 | - HQ: 26.196      | Falling for Challenge OST Part. 1   |                |
| "For You'' (với Baekhyun và Chen)                                                           | 2016           | 5                 | —                 | - HQ: 625.756     | Moon Lovers: Scarlet Heart Ryeo OST |                |
| "—" cho biết bài hát không lọt vào bảng xếp hạng hoặc không được phát hành tại khu vực này. |                |                   |                   |                   |                                     |                |

## Danh sách phim

### Phim điện ảnh
| Phim                                 | Năm  | Vai   | Ghi chú |
| ------------------------------------ | ---- | ----- | ------- |
| Seondal: The Man Who Sells the River | 2016 | Gyeon | Vai phụ |

### Phim truyền hình
| Phim             | Năm  | Kênh          | Vai       | Ghi chú   |
| ---------------- | ---- | ------------- | --------- | --------- |
| EXO Next Door    | 2015 | Naver TV Cast | Xiumin    | Vai phụ   |
| Phải lòng Dojeon | 2015 | Naver TV Cast | Na Do-jun | Vai chính |

### Chương trình truyền hình
| Năm     | Chương trình                       | Kênh           | Ghi chú                              |
| ------- | ---------------------------------- | -------------- | ------------------------------------ |
| 2012-14 | Happy Camp                         | HBS            | Khách mời cùng với EXO               |
| 2013-14 | EXO's Showtime                     | MBC Every 1    | Cùng với EXO                         |
| 2013-14 | XOXO EXO                           | Mnet           | Cùng với EXO                         |
| 2013-14 | EXO 90:2014                        | Mnet           | Cùng với EXO                         |
| 2013-14 | Weekly Idol                        | MBC every1     | Khách mời cùng với EXO; tập 103, 108 |
| 2013-14 | Running Man                        | SBS            | Khách mời cùng với EXO; tập 171, 172 |
| 2014    | The Generation Show                | Shenzhen TV    | Khách mời cùng với Lay               |
| 2015    | Crime Scene 2                      | JTBC           | Khách mời; tập 1-4, 7                |
| 2015    | Mickey Mouse Club                  | Disney Channel | Khách mời                            |
| 2015    | EXO Channel                        |                | Cùng với EXO                         |
| 2016    | Travel without Manager             | Cookat TV      | Tập 1-8                              |
| 2017    | It's Dangerous Beyond The Blankets | MBC            | Mùa 1: Tập 1-3                       |
| 2018    | It's Dangerous Beyond The Blankets | MBC            | Mùa 2: tập 6-7                       |

### Video âm nhạc
| Bài hát           | Năm  | Nghệ sĩ                  | Ghi chú   |
| ----------------- | ---- | ------------------------ | --------- |
| "Gone"            | 2013 | Jin                      | Khách mời |
| "A Glass of Soju" | 2014 | Im Chang-jung            | Remake    |
| "You Are the One" | 2015 | Xiumin                   |           |
| "Call You Bae"    | 2016 | Jimin hợp tác với Xiumin |           |
| "Young & Free"    | 2017 | Hợp tác với Mark         |           |

## Sân khấu kịch
| Tác phẩm                        | Năm  | Vai trò      | Ghi chú            |
| ------------------------------- | ---- | ------------ | ------------------ |
| School OZ                       | 2015 | Aquila       | Vai phụ            |
| Return: The Promise of That Day | 2019 | Kim Seung-ho | Nhạc kịch quân đội |
| Return                          | 2020 | Hyun-min     | Nhạc kịch quân đội |

## Giải thưởng và đề cử
| Năm  | Giải thưởng            | Hạng mục                      | Được đề cử            | Kế quả    |
| ---- | ---------------------- | ----------------------------- | --------------------- | --------- |
| 2015 | 4th APAN Star Awards   | Giải thưởng cho SNS Web drama | Falling for Challenge | Đoạt giải |
| 2017 | Click! StarWars Awards | Nghệ sĩ nổi tiếng nhất        | —                     | Đoạt giải |